# Harald Lemke (Politiker, 1956)
Harald Lemke (* 22. Februar 1956 in Reinbek, Schleswig-Holstein) war Staatssekretär (E-Government und Informationstechnologie) im hessischen Innenministerium. Während seiner beruflichen Tätigkeit war er verantwortlich für die Weiterentwicklung des polizeilichen Vorgangsbearbeitungssystems ComVor bei der Polizei in Hamburg, für INPOL-neu beim BKA sowie die Einführung von POLAS und ComVor bei der hessischen Polizei.

## Karriere
Harald Lemke studierte von 1979 bis 1983 Technische Informatik an der Fachhochschule Hamburg mit Abschluss Diplom-Ingenieur. Von 1998 bis 2002 war er IuK-Leiter der Polizei Hamburg und maßgeblich verantwortlich für das Trouble-Management des Vorgangsbearbeitungssystems ComVor. 2002 bis 2003 war er als IT-Direktor des Bundeskriminalamtes (BKA) in Wiesbaden u. a. zuständig für die Einführung von INPOL-neu. 2003 bis 2008 war er Bevollmächtigter der Hessischen Landesregierung für e-Government und Informationstechnologie in der Landesverwaltung im Range eine Staatssekretärs. »Dort war er auch für die Einführung der Lehrer- und Schülerdatenbank (LUSD) oder der Neuen Verwaltungssteuerung (NVS) verantwortlich – beide waren höchst umstritten und kosteten das Land viel Geld.« Im Jahr 2007 wurde er zum „Public Sector CIO of the Year“ gewählt. Am 13. Juni 2008 teilte die Hessische Staatskanzlei mit, dass Harald Lemke zum 16. Juni 2008 in den einstweiligen Ruhestand versetzt wird.
Er war als Berater für McKinsey&Company tätig und gehörte der Enquete-Kommission Internet und digitale Gesellschaft an.
Von 2010 bis 2020 war er Sonderbeauftragter für E-Government und E-Justice bei der Deutschen Post.
Seit 2020 befindet er sich im Ruhestand. Lemke betreibt seit seinem Ausscheiden aus dem Berufsleben einen Blog über Wandern und Fotografie.